# Козьова (гміна)
Гміна Козьова — колишня (1934—1939 рр.) сільська ґміна Стрийського повіту Станіславського воєводства Польської республіки (1918—1939) рр. Центром ґміни було село Козьова.

1 серпня 1934 року в Стрийському повіті Станіславівського воєводства було створено гміну Козьова з центром в с.Козьова. В склад гміни входили сільські громади: Коростів, Козьова, Орява, Орявчик, Погар, Риків і Тисовець.
Населення ґміни станом на 1931 рік становило 5025 осіб. Налічувалось 888 житлових будинків. 